# Glace-neuf
Pour l'état métastable de l'eau, voir Glace IX.
La glace-neuf (ice-nine en anglais) est un matériau imaginaire créé par l'écrivain de science-fiction Kurt Vonnegut dans son roman Le Berceau du chat, publié en 1963.
Il s'agit d'une forme de glace qui a la particularité d'être à l'état solide à la température ambiante et de ne fondre qu'à 45,8 degrés Celsius. Développée par un scientifique imaginaire dans le roman, la glace-neuf a la propriété, lorsqu'elle entre en contact avec de l'eau, de provoquer une réaction en chaîne qui transforme cette eau en glace-neuf (techniquement, cela impliquerait que l'eau ordinaire soit en fait dans un état de surfusion, rompu par un noyau de cristallisation dans le modèle de la glace-neuf). Dans le roman, la mise en contact accidentelle de glace-neuf avec l'océan entraîne la fin du monde par la disparition de toute eau liquide. 
Vonnegut raconte qu'il avait soumis l'idée à un cristallographe, qui l'avait d'abord trouvée absurde, puis avait tout de même passé une demi-heure à y réfléchir, avant de conclure que c'était en effet impossible ; Vonnegut ajoute qu'il avait passé là « la plus mauvaise demi-heure de sa vie »[réf. souhaitée].
La glace-neuf a inspiré le titre d'un morceau instrumental de Joe Satriani ainsi que le nom du groupe de métal américain Ice Nine Kills (formé en 2002).
Il y est aussi fait allusion dans les jeux-vidéo 999: Nine Hours, Nine Persons, Nine Doors (2009) et sa suite Virtue's Last Reward (2012).